# Tetracnemus floridanus
Tetracnemus floridanus is een vliesvleugelig insect uit de familie Encyrtidae. De wetenschappelijke naam is voor het eerst geldig gepubliceerd in 1885 door Ashmead.